# Williams (Cidade)
Williams Lake é uma cidade no Interior Central da Columbia Britânica, no Canadá.
Esta cidade está localizada na parte central de uma região conhecida como Cariboo, é o maior centro urbano entre Kamloops e Prince George, com uma população de 11.150 Habitantes.
Esta cidade encontra-se na margem Oeste do Lago Williams, toalha de água com de cerca de 8 quilómetros de extensão, ficando a cidade localizada no cruzamento das rodoviárias  provinciais nº 20 e nº 97.